# Styloniscus mauritiensis
Styloniscus mauritiensis là một loài chân đều trong họ Styloniscidae. Loài này được Barnard miêu tả khoa học năm 1936.